# Strymon powelli
Strymon powelli är en fjärilsart som beskrevs av Charles Oberthür. Strymon powelli ingår i släktet Strymon och familjen juvelvingar. Inga underarter finns listade i Catalogue of Life.